# De Goudbloem

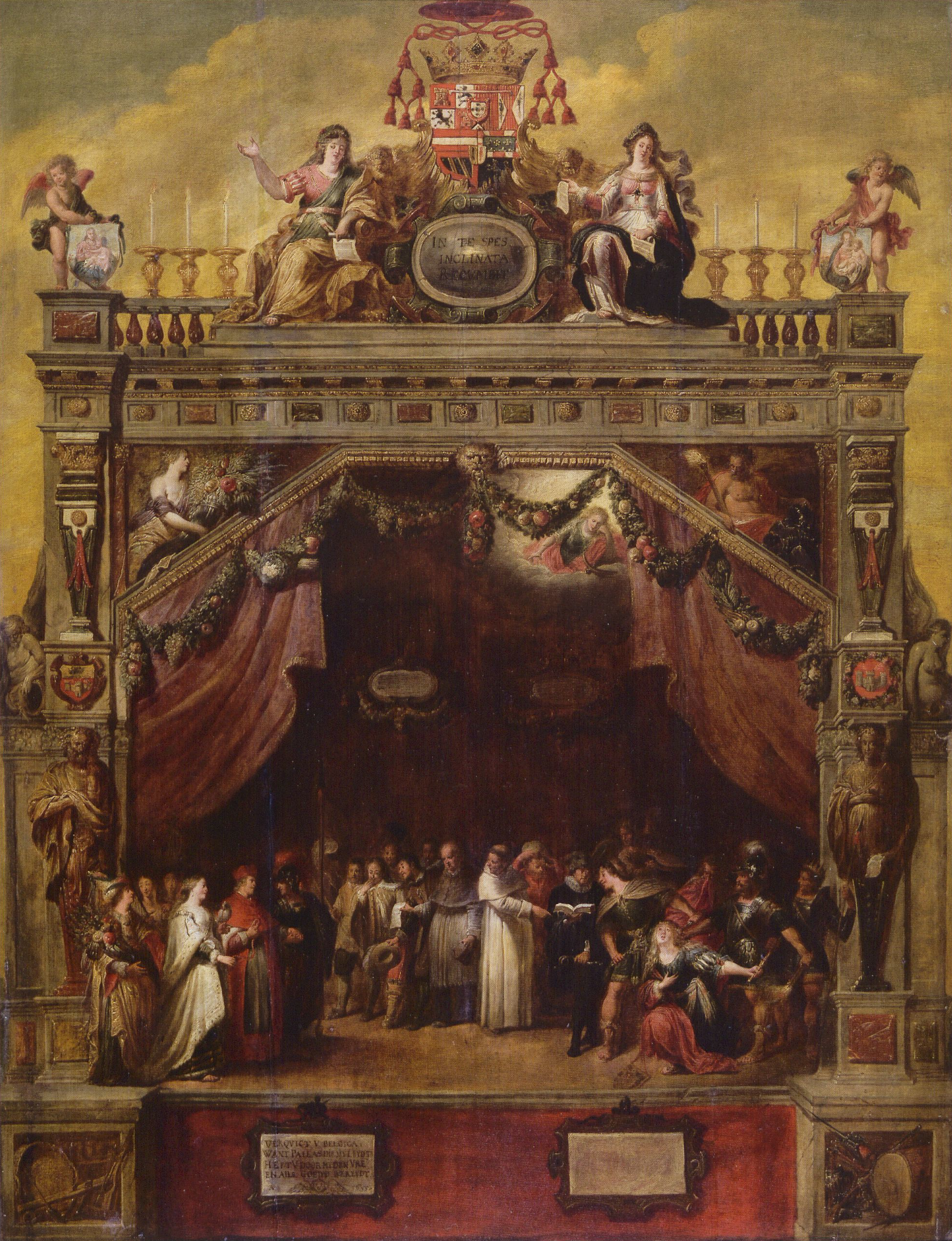
Optreden van De Goudbloem op de Koornmarkt in Antwerpen in 1635 ter gelegenheid van de blijde inkomst van landvoogd Ferdinand van Oostenrijk.

De Goudbloem was een kamer van rethorica (rederijkerskamer) en gold als de hoofdkamer van het Land van Waas. Deze stond onder leiding van een hoofdprins, die regeerde over alle Wase rederijkskamers.
Deze kamer stond onder patronaat van de Soete Naem Jesus, het blazoen verbeelde het Kind Jezus te midden van bloemen, die de ondergeschikte Wase kamers symboliseren. Als wapenspreuk gold 'Behouden simpel van sinnen'. De leden van deze kamer noemden zich Gautblommisten, deze bestonden uit de hogere klasse van Sint-Niklaas. Een raad van dekens verkoos een prins, die aan het hoofd stond. Een van de bekendere Prinsen was Jacobus Saman. De kamer onderhield nauwe contacten met andere Vlaamse hoofdkamers alsook met het Feodaal Hof van Waas. De Gautblommisten waren essentieel bij het culturele volksleven van de Wase hoofdstad.

## Geschiedenis
Rond 1521 werd de kamer erkend door keizer Karel V. In 1610 doopte de hoofdkamer van Gent, de Fonteyn, deze kamer tot hoofdkamer van Waas, waardoor ze hiërarchisch als eerst werd erkend. De kamer had het recht om eigen kamers in het Waasland te erkennen. Dit gebeurde onder andere in 1611, toen ze de Vlasbloem erkende in Nieuwkerken. Ook de Rode Roos in Elversele werd door de hoofdkamer opgericht.
In 1886 vierden de Gautblommisten hun 350-jarig bestaan. In 1939 probeerde men een doorstart uit te voeren, met tijdelijk succes. In 1993 werden de producties definitief stopgezet.

### Hoofdprinsen
De hoofdprinsen van de acht rederijkerskamers regeerden in principe tot hun overlijden.
| Periode   | Naam                             |                                      |
| --------- | -------------------------------- | ------------------------------------ |
| -1728     | Jan-Pieter Zaman de Solackers    | Heer van "Ten Berghe", hoofdschepen  |
| 1728-1766 | Frans-Jozef de Castro y Toledo   | Heer van "Puyvelde", Hoofdschepen    |
| 1774-1775 | Jan-Filips de Nève               |                                      |
| 1775-     | Lodewijk-Filips Tayaert de Borms | Heer van "Bruynsputte", Hoofdschepen |

## Patrimonium
Het resolutieboek van de Goudbloem is bewaard gebleven is. Het is in 2013 als Vlaams Topstuk erkend. Het bevat handgeschreven verslagen en schetsen. Het stuk kwam terecht in de verzameling van de Koninklijke Oudheidkundige Kring van het Land van Waas. Ook bewaart de Kring nog een heraldisch pronkstuk van de kamer.